# جامع الحسامي
جامع الحسامي بُني جامع الحُسامي أحد أعرق وأشهر ثلاثة مساجد في مدينة حُمص السورية هما جامعي الصحابي الجليل جامع خالد بن الوليد وجامع الخليفة عُمر بن الخطاب على يدي التاجر الحاج علاء الدين بن عبد الرحيم الحُسامي في أوائل القرن الماضي عام 1927.
يقع جامع الحُسامي الذي بناه الحاج علاء الدين الحُسامي في آخر شارع الدبلان عند سوق الدبلان التجاري الشهير والمعروف في مدينة حمص على بُعد 100 متر من مركز المدينة السورية في ساحة الحُرية ساحة الساعة الجديدة في مدينة حُمص ثالث أكبر المدن في سوريا,,
وكان مؤسس الجامع الحاج علاء الدين الحُسامي ,, ينتمي إلى عائلة كريمة ومرموقة عائلة الحُسامي الشهيرة والعريقة ,, إحدى أعرق وأقدم العوائل السورية المعروفة في مدينة حمص ,, هذه العائلة التي لها تاريخ كبير وباع طويل في التجارة وزراعة الأراضي وبناء المساجد والمساكن ومساعدة المحتاجين ,, ويُعرف عن عائلة آل الحُسامي في مدينة حُمص أنها عائلة عريقة متدينة نبيلة الأصل والمنشأ ,, فقد نشأ منها الكثير من الفضلاء والتُجار والعلماء والمهندسين والأطباء الذين تركو بصمة رائعة في مجالاتهم ,,
لابد من ذكر الحاج عبد الله (النعيم) التميمي الذي كان مساعدا للحاج علاء الدين الحسامي ويعمل عنده لذا عينه إمام ومؤذن وخادم لهذا الجامع منذ العام 1927 حتى توفاه الله في العام 1983